# Alva Myrdal
Alva Myrdal, švedska sociologinja in političarka, nobelovka, * 31. januar 1902, † 1. februar 1986, Stockholm, Švedska. 
Prejela je Nobelovo nagrado za mir leta 1982 skupaj z Alfonsom Garcío Roblesom za vpliv in pobudo pri razorožitvi in pomiritvi ZDA in Sovjetske zveze med hladno vojno na območju Latinske Amerike. Poročila se je s pomembnim ekonomistom in prav tako nobelovcem Gunnarjem Myrdalom leta 1924. 

## Življenjepis
Prvič je vstopila v javni prostor 1930-tih letih kot ključna in vodilna zagovornica švedske socialne države. Z Gunnarjem Myrdalom je leta 1934 napisala knjigo Kriza v vprašanjih populacije (švedsko Kris sem befolkningsfrågan). Osnovno izhodišče knjige je ugotovitev, da družba potrebuje socialne reforme, ki omogočijo individualne svobode za ženske in drugo pomoči potrebno prebivalstvo, hkrati pa kako spodbujati ob tem Švede k rojevanju, nosečnosti, družinam. 
Velja za dolgoletno pomembno članico švedske socialdemokratske stranke, v povojnem obdobju je bila tudi pomembna svetovalka Organizacije združenih narodov, celo imenovana za vodjo oddelka na politiko blaginje leta 1949. Od leta 1950 do 1955 je bila predsednica Unescovega oddelka za družbene vede. V obdobju 1955-1956 je služila kot švedska odposlanka v New Delhiju v Indiji, Rangunu, Burmi (sedaj Mjanmar) in Šrilanki.
Leta 1962 je Myrdal bila izvoljena v švedski parlament in leta 1962 je bila poslana kot švedski delegat Združenim narodom na konferenco o razorožitvi v Ženevi, takšno vlogo je tudi ohranila do leta 1973. 
Bila je mati dveh hčera in enega sina. Umrla je dan po svojem 84. rojstnem dnevu.